# Erik Varden
Erik Varden (Sarpsborg, Østfold, Noruega, 13 de mayo de 1974) es un monje cisterciense y obispo católico noruego. Desde el 1 de octubre de 2019 es el prelado de Trondheim.

## Biografía
Erik Varden nació en Sarpsborg el 13 de mayo de 1974 de padres no practicantes de la Iglesia de Noruega. El 20 de julio siguiente fue bautizado por un obispo noruego. Creció en Degernes, una población a casi noventa kilómetros al suroeste de Oslo. Aunque su abuela y su abuelo, un pastor protestante, vivían un estilo de vida profundamente pietista, los padres de Varden se habían alejado del estilo de vida religioso y vivían como agnósticos. Su abuela era profundamente religiosa, pero cuando era joven, Erik la veía un par de veces al año ya que vivían a más de cuatrocientos kilómetros de distancia.
En su juventud Erik Varden leyó libros espirituales como Siddhartha y Narciso y Boccadoro de Hermann Hesse y también varios libros de Karen Blixen, como Out of Africa y El festín de Babette. Este último en muchos de sus textos desarrolla un tema a veces sacramental, católico y misterioso. El propio Varden vivió en lo que describió como un entorno profundamente secularizado. Sin embargo, buscaba urgentemente un sentido en su vida, mientras que al mismo tiempo se sumergía en un ateísmo agresivo que califica como propio de la adolescencia.
A los quince años Erik tuvo su primer encuentro con Dios. Era de noche y estaba solo en casa y había decidido escuchar la Sinfonía n.º 2 de Gustav Mahler. En él escuchamos versos como: "No naciste en vano"; "No has vivido, sufrido, en vano" y "Te levantarás y vivirás". Esas palabras pronunciadas por el coro fueron como un rayo. Un trueno que atravesó la oscuridad. Una luz muy fuerte. En una entrevista declaró: "Fue como si mi corazón se abriera de repente a una certeza casi instintiva de que Dios realmente existe. Y a la conciencia de que llevaba, dentro de mí, algo que me superaba. La música se acabó, me quedé paralizado y pensé: Será interesante pensar en ello mañana cuando este sentimiento mío se acabe". Al día siguiente, sin embargo, esa certeza se mantuvo y, al mismo tiempo, la herida siempre se abrió. Así comenzó su investigación.

## Formación y ministerio sacerdotal
Después de la secundaria, Erik se mudó a Gales para asistir a Atlantic College en Vale of Glamorgan. Estudió allí hasta 1992. En 1995 obtuvo una Maestría en Divinidad del Magdalene College de la Universidad de Cambridge. En Cambridge iba a misa en una iglesia anglicana todos los domingos y finalmente descubrió que los monasterios sobre los que había leído en las novelas de Herman Hesse todavía existían. Después de un retiro de una semana en la abadía de Caldey, Varden decidió convertirse al catolicismo. En junio de 1993 recibió los sacramentos de iniciación cristiana en Klosterneuburg del entonces canónigo regular Bernt Ivar Eidsvig, ahora obispo de Oslo. Continuó sus estudios teológicos en el St John's College de la Universidad de Cambridge y en 2000 obtuvo su doctorado en teología histórica con una tesis titulada "El principio de servidumbre en la obra de Pierre de Bérulle". De 2000 a 2002 trabajó como investigador universitario en St John's y durante ese tiempo pasó seis meses como profesor invitado en la Escuela Normal Superior de París.
En 2002 decidió unirse a la Orden Cisterciense de Estricta Observancia. El 20 de abril ingresó como novicio en Mount Saint Bernard Abbey en Coalville. El 15 de octubre del mismo año recibió el hábito monástico. El 1 de octubre de 2004 emitió su profesión temporal y el 6 de octubre de 2007 su profesión solemne.
En octubre de 2009 fue enviado a Roma para realizar estudios. Obtuvo su licenciatura en ciencias eclesiásticas orientales en el Pontificio Instituto Oriental con una disertación sobre "El ascetismo de la compasión en Vita Hypatii de Callinico". El 9 de septiembre de 2010 fue ordenado diácono en la abadía de Mount Saint Bernard por monseñor Malcolm Patrick McMahon, obispo de Nottingham. El 16 de julio de 2011 fue ordenado sacerdote en el mismo lugar y por el mismo obispo. Durante un par de años enseñó teología monástica, lengua siríaca y canto gregoriano en el Ateneo Pontificio San Anselmo. También colaboró con el programa escandinavo de Radio Vaticano y en algunas liturgias en basílicas romanas.
En 2013 regresó a su monasterio para ocupar el cargo de superior ad nutum y el 16 de abril de 2015 fue elegido abad. Fue el primer abad de ese monasterio que no nació en las islas británicas.
Ha escrito libros y artículos en el campo de la espiritualidad cristiana y el monaquismo. También es músico y estudió canto gregoriano con la Dra. Mary Berry y luego cofundó el Foro de Canto en Stanbrook Abbey con la hermana Margaret Truran. En 2015, el abad Varden fue entrevistado por Janina Ramirez para un documental titulado "Saints and Sinners: Britain's Millennium of Monasteries" transmitido por BBC Four.

## Ministerio episcopal
El 1 de octubre de 2019, el Papa Francisco lo nombró prelado de Trondheim. Debería haber recibido su ordenación el 4 de enero de 2020 pero, debido a un período sabático que pidió y tomó y las restricciones de COVID-19 que siguieron, la ceremonia se pospuso. La nueva fecha de ordenación se anunció en julio de 2020. Recibió la ordenación episcopal en la catedral de San Olav en Trondheim el 3 de octubre de 2020 de manos del obispo de Oslo Bernt Ivar Eidsvig, co-consagrando al prelado de Tromsø Berislav Grgić y al obispo de Copenhague Czeslaw Kozon. Fue el primer obispo católico en ser ordenado obispo en la Catedral de Trondheim después de la Reforma Protestante. Al finalizar la celebración se dirigió a la Catedral Católica de San Olav y tomó posesión de la prelatura.
El 31 de agosto de 2023 fue nombrado administrador apostólico sede vacante et ad nutum Sanctae Sedis de la prelatura de Tromsø.
El 11 de septiembre de 2024 fue elegido presidente de la Conferencia Episcopal Escandinava.